# Autruy-sur-Juine
Autruy-sur-Juine är en kommun i departementet Loiret i regionen Centre-Val de Loire strax norr Frankrikes mitt. Kommunen ligger i kantonen Outarville som tillhör arrondissementet Pithiviers. År 2022 hade Autruy-sur-Juine 729 invånare.

## Befolkningsutveckling
Antalet invånare i kommunen Autruy-sur-Juine
| Referens: INSEE |